# King Records (Japon)

Pour les articles homonymes, voir King Records.
King Records Company, Limited (キングレコード株式会社, Kingu Rekōdo Kabushiki Gaisha) est une maison de disques japonaise fondée en 1931, d'abord division de l'éditeur Kōdansha, puis indépendante depuis les années 1950. Parmi ses plus gros succès figurent The Peanuts, Miho Nakayama, Megumi Hayashibara, Yuki Uchida, AKB48... Elle distribue aussi les disques du label Piccolo Town de la compagnie Up-Front Works, spécialisé dans les artistes du Hello! Project (Berryz Koubou, v-u-den, Maki Goto). King Records a aussi produit des jeux vidéo pour PC-88, Famicom et MSX2.

## Artistes
- AKB48
- Nana Mizuki
- Momoiro Clover Z
- Yūko Ogura
- The Peanuts
- Yuki Saitō
- Yuki Uchida
- Alice Nine
- Haruo Oka
- angela
- B.A.P
- Cheryl Bentyne